# Daniel Wass
Daniel Wass (Gladsaxe, Dinamarca, 31 de maig de 1989) és un futbolista professional danès que juga al Brøndby I.F. Pot jugar en diferents lloc, com a migcampista, defensa, lateral o en banda.

## Palmarès
València CF
- 1 Copa del Rei: 2018-19.